# Tagulis mystacinus
Tagulis mystacinus là một loài nhện trong họ Thomisidae.
Loài này thuộc chi Tagulis. Tagulis mystacinus được Eugène Simon miêu tả năm 1895.